# Engelbert Besednjak
Engelbert Besednjak, italianizzato in Egilberto Besednjak (Gorizia, 14 marzo 1894 – Trieste, 21 dicembre 1968), è stato un politico, pubblicista e avvocato sloveno, eletto alla Camera dei deputati (1924-29) in rappresentanza degli sloveni della Venezia Giulia.
Negli anni Venti è stato uno dei leader della comunità slovena a croata in Venezia Giulia. Nel decennio successivo fu attivo insieme a Josip Vilfan tra gli antifascisti sloveni emigrati dalla Venezia Giulia. 

## Biografia

### Nell'Impero austro-ungarico
Engelbert Besednjak nacque a Gorizia, in una famiglia della piccola borghesia slovena. Dopo il Ginnasio tedesco a Gorizia studiò giurisprudenza a Vienna, dove si laureò nel 1920. Nel 1913 divenne segretario della sezione goriziana della Lega Socialista Cristiana slovena, un gruppo di attivisti radunati attorno al sacerdote Janez Evangelist Krek, critico nei confronti del Partito Popolare Sloveno. Insieme al sacerdote Virgil Šček, Besednjak diventò presto uno dei leader della Gioventù Socialista Cristiana nel litorale austriaco. Tra il 1917 e il 1919 lavorò come segretario personale del presidente del Partito Popolare Sloveno, Anton Korošec.

### In Italia
Nel dopoguerra tornò a Gorizia, dove divenne direttore del periodico triestino Edinost ("Unità"), nel 1921 fu nominato membro del consiglio provinciale di Gorizia. Dal 1922 al 1924 diresse il settimanale Goriška Straža ("Sentinella goriziana"). Fu nei direttivi della Lega dei lavoratori agricoli sloveni e del consiglio dei Croati e Sloveni della Venezia Giulia.
Nel 1924 venne eletto al Parlamento italiano nella lista unificata dei partiti sloveni, croati e tirolesi. Besednjak divenne quindi, insieme al politico nazional-liberale Josip Vilfan - eletto nella stessa lista - il più alto rappresentante del mezzo milione di sloveni e croati che vivevano in Italia. Consolidò rapidamente la propria notorietà grazie alle appassionate difese delle minoranze slave contro l'italianizzazione voluta dal fascismo. Nonostante le critiche al regime, ribadì comunque la sua fedeltà politica allo stato italiano. Non partecipò alla secessione dell'Aventino, ma continuò a svolgere il suo lavoro parlamentare fino al 1929.
I suoi discorsi parlamentari in difesa dei diritti delle minoranze (e dei diritti umani in generale) divennero presto famosi tra gli sloveni e i croati e furono pubblicati dal quotidiano Goriška straža. I suoi discorsi più famosi erano rivolti contro la riforma scolastica che imponeva l'italiano come sola lingua di insegnamento in tutta Italia. Nel suo ultimo discorso pronunciato alla Camera dei deputati, dichiarò che dopo l'abolizione delle scuole croate e slovene, ogni famiglia jugoslava in Italia sarebbe diventata essa stessa una scuola.

### In esilio
Nel 1929 Besednjak emigrò in Argentina, ma già l'anno successivo ritornò in Europa per lavorare al Congresso delle Minoranze Etniche Europee di Vienna, di cui fu vicepresidente. In seguito si stabilì nel Regno di Jugoslavia, a Belgrado. Nel periodo tra le due guerre lavorò nel Partito Popolare a supporto della fazione centrista guidata dal politico cristiano-democratico Andrej Gosar. Dopo il 1935, quando il partito decise di sostenere il governo conservatore guidato da Milan Stojadinović, Besednjak si fece sempre più critico della sua linea.
Passò gli anni della Seconda guerra mondiale a Belgrado, dove non si unì a nessuna fazione politica in lotta contro l'occupazione tedesca. Inizialmente si tenne a distanza sia dai partigiani sia dalle milizie collaborazioniste. Dopo il 1943 iniziò a collaborare con il cosiddetto "centro cattolico" guidato da Jakob Šolar e Andrej Gosar nella Provincia di Lubiana e da Virgil Šček nella Venezia Giulia, nel tentativo di una tregua tra il Fronte di Liberazione del Popolo Sloveno di orientamento comunista e le varie forze anticomuniste. Dopo il 1944 si avvicinò al movimento partigiano di Tito, ritenendo il movimento comunista l'unico in grado di realizzare l'annessione della Venezia Giulia alla Jugoslavia e di tenere unito un paese etnicamente così variegato.

### Ritorno in Venezia Giulia
Con il Trattato di Parigi del 1947 la penisola istriana e gran parte del Carso vennero annessi alla Repubblica Socialista Federale di Jugoslavia. Gorizia e la Venezia Giulia rimasero parte dell'Italia, mentre Trieste e l'area circostante furono inclusi nel Territorio Libero di Trieste, amministrato dagli alleati. Nel 1950 Besednjak si stabilì a Trieste, dove collaborò alla fondazione dell'Unione Sociale Slovena Cristiana, che in seguito si fuse con altri partiti moderati nell'Unione Slovena. Dopo l'annessione de facto della zona A del Territorio Libero di Trieste all'Italia nel 1954, si ritirò dalla vita pubblica. Alla fine degli anni cinquanta pubblicò un libro di memorie dedicato all'amico e collaboratore Virgil Šček, che resta ancora oggi una delle fonti più importanti per la storia dei movimenti politici sloveni e croati nel Regno d'Italia.
Engelbert Besednjak morì a Trieste nel 1968.

## Opere
- Engelbert Besednjak v parlamentu - Discorsi parliamentari dell'on. Engelbert Besednjak, a cura di Egon Pelikan, Trieste, Krožek za družbena vprašanja Virgil Šček, 1996.